# Ngô Cường
Ngô Cường (tiếng Trung giản thể: 吴强, bính âm Hán ngữ: Wú Qiáng, sinh tháng 8 năm 1966, người Động) là chính trị gia nước Cộng hòa Nhân dân Trung Hoa. Ông là Ủy viên dự khuyết Ủy ban Trung ương Đảng Cộng sản Trung Quốc khóa XX, khóa XIX, hiện là Thường vụ Tỉnh ủy, Phó Bí thư Đảng tổ, Phó Tỉnh trường thường vụ Quý Châu. Ông từng là Tổng thư ký Tỉnh ủy Quý Châu; Bí thư Thị ủy Tất Tiết.
Ngô Cường là đảng viên Đảng Cộng sản Trung Quốc, học vị Cử nhân Địa lý kinh tế, Thạc sĩ Kỹ thuật, chuyên gia quy hoạch thành thị. Ông có sự nghiệp dành nhiều thời gian cho thiết kế, quy hoạch thành thị, giao thông vận tải, nơi công tác chủ đạo là Quý Châu.

## Xuất thân và giáo dục
Ngô Cường sinh vào tháng 8 năm 1966 tại huyện tự trị dân tộc Động Tân Hoảng thuộc địa cấp thị Hoài Hóa của tỉnh Hồ Nam, Cộng hòa Nhân dân Trung Hoa. Ông lớn lên trong một gia đình người Động, tốt nghiệp cao trung ở Tân Hoảng, thi cao khảo vào năm 1984 và đỗ Đại học Nam Kinh, đến thủ phủ này nhập học hệ khoa học địa hải dương từ tháng 9 cùng năm, tốt nghiệp cử nhân chuyên ngành địa lý kinh tế về quy hoạch thành thị vào tháng 7 năm 1988. Vào tháng 2 năm 2001, ông bắt đầu học cao học tại chức về kiến trúc và công trình dân dụng ở Đại học Thiên Tân, nhận bằng Thạc sĩ Kỹ thuật vào tháng 3 năm 2005. Ngô Cường được kết nạp Đảng Cộng sản Trung Quốc vào tháng 11 năm 1994, ông tham gia khóa bồi dưỡng đặc biệt kỳ 4 tại Hoa Kỳ của cán bộ tỉnh Quý Châu được tổ chức bởi tỉnh.

## Sự nghiệp

### Các giai đoạn
Tháng 8 năm 1988, sau khi tốt nghiệp trường Nam Kinh, Ngô Cường được phân tới Quý Châu, về thủ phủ Quý Dương, bắt đầu ở vị trí cán bộ chuyên trách là công tác viên Phòng Thiết kế quy hoạch của Cục Quy hoạch thành thị Quý Dương. Ngạch công vụ viên của ông dần là phó chủ nhiệm rồi chủ nhiệm khoa viên, đến tháng 10 năm 1994 thì nhậm chức Chủ nhiệm Phòng Thiết kế quy hoạch số 2 của Viện nghiên cứu Thiết kế quy hoạch thành thị Quý Dương, đơn vị sự nghiệp của thành phố. Sau đó 5 năm, ông nhậm chức Phó Cục trưởng Cục Quy hoạch thành thị, từng được điều tới Thiên Tân để giữ vị trí Trợ lý của hai Trưởng phòng của Phòng Quản lý và Sử dụng đất, Phòng Quản lý kiến thiết quy hoạch của Cục Quản lý Thiết kế quy hoạch Thiên Tân giai đoạn tháng 5–11 năm 2000. Tháng 9 năm 2001, Ngô Cường trở lại Quý Châu, là Phó Cục trưởng Cục Quản lý Quy hoạch Quý Dương, Thành viên Đảng tổ cục, đến tháng 2 năm sau thì chuyển vị trí lên Chính phủ Nhân dân tỉnh Quý Châu làm Phó Sảnh trưởng Giao thông tỉnh, Ủy viên Đảng tổ sảnh. Ông đảm nhiệm chức vụ này gần 10 năm 2002–11, trải qua các thời điểm như sảnh được cải tổ thành Sảnh Giao thông Vận tải thì ông tiếp tục là Phó Sảnh trưởng cơ quan mới, rồi từng được biệt phái tới Thượng Hải làm Phó Tổ trưởng Tổ Bảo đảm điều phối giao thông, tham gia tổ chức sự kiện Expo 2010 Thượng Hải Trung Quốc từ 1 tháng 5 đến 31 tháng 10 năm 2010.
Tháng 11 năm 2011, Ngô Cường được điều về địa khu Tất Tiết, nhậm chức Ủy viên Địa ủy, Phó Bí thư Đảng tổ, Phó Hành trưởng phụ trách công tác thường vụ. Cũng trong năm này, Tất Tiết được chuyển thể thành địa cấp thị, ông được được bầu vào Ủy ban Thường vụ Thị ủy, chức vụ đổi tên thành Phó Thị trưởng thường vụ. Ở Tất Tiết gần 1 năm cho đến tháng 7 năm 2012, ông được điều trở lại làm Phó Tổng thư ký Chính phủ Quý Châu, Thành viên Đảng tổ Sảnh Văn phòng, kiêm Chủ nhiệm Văn phòng Kiến thiết đường sắt tỉnh, cấp chính sảnh. Đến tháng 9 năm 2016, ông được chuyển vị trí làm Bí thư Đảng tổ, Chủ nhiệm Ủy ban Tin tức hóa và Kinh tế Quý Châu, kiêm Bí thư Ủy ban Công tác Công nghiệp Quốc phòng Tỉnh ủy Quý Châu.

### Cấp cao
Vào tháng 10 năm 2017, Ngô Cường dự Đại hội Đảng Cộng sản Trung Quốc lần thứ XIX, từ đoàn đại biểu Quý Châu, được bầu làm Ủy viên dự khuyết Ủy ban Trung ương Đảng Cộng sản Trung Quốc khóa XIX. Sang đầu năm 2018, ông được bầu làm Phó Tỉnh trưởng Quý Châu, Thành viên Đảng tổ Chính phủ tỉnh. Đến tháng 9 năm 2020, ông được bầu vào Ủy ban Thường vụ Tỉnh ủy, được phân công là Tổng thư ký Tỉnh ủy Quý Châu trong 1 năm rồi điều tới Tất Tiết làm Bí thư Thị ủy kiêm Bí thư thứ Nhất Đảng ủy Phân Quân khu Tất Tiết. Ngày 30 tháng 5 năm 2022, ông được miễn nhiệm ở Tất Tiết, trở lại giữ chức Phó Bí thư Đảng tổ, Phó Tỉnh trưởng thường vụ Quý Châu. Cuối năm này, ông là đại biểu của đoàn Quý Châu dự Đại hội Đảng Cộng sản Trung Quốc lần thứ XX. Trong quá trình bầu cử tại đại hội, ông một lần nữa bầu là Ủy viên dự khuyết Ủy ban Trung ương Đảng Cộng sản Trung Quốc khóa XX.